# Кандиду-Мота
Кандиду-Мота (порт. Cândido Mota) — муниципалитет в Бразилии, входит в штат Сан-Паулу. Составная часть мезорегиона Ассис. Входит в экономико-статистический микрорегион Асис. Население составляет 32 111 человек на 2006 год. Занимает площадь 596,290 км². Плотность населения — 53,9 чел./км².
Праздник города — 26 октября.

## История
Город основан в 1968 году.

## Статистика
- Валовой внутренний продукт на 2003 составляет 376.516.401,00 реалов (данные: Бразильский институт географии и статистики).
- Валовой внутренний продукт на душу населения на 2003 составляет 12.219,40 реалов (данные: Бразильский институт географии и статистики).
- Индекс развития человеческого потенциала на 2000 составляет 0,790 (данные: Программа развития ООН).

## География
Климат местности: субтропический. В соответствии с классификацией Кёппена, климат относится к категории Cfb.